# Burr Ridge
Burr Ridge è un comune degli Stati Uniti d'America, situato in Illinois, nella contea di DuPage e in parte nella contea di Cook.